# FGF3
FGF3 (англ. Fibroblast growth factor 3) – білок, який кодується однойменним геном, розташованим у людей на короткому плечі 11-ї хромосоми. Довжина поліпептидного ланцюга білка становить 239 амінокислот, а молекулярна маса — 26 887.
| 10         |  | 20         |  | 30         |  | 40         |  | 50         |
| ---------- |  | ---------- |  | ---------- |  | ---------- |  | ---------- |
| MGLIWLLLLS |  | LLEPGWPAAG |  | PGARLRRDAG |  | GRGGVYEHLG |  | GAPRRRKLYC |
| ATKYHLQLHP |  | SGRVNGSLEN |  | SAYSILEITA |  | VEVGIVAIRG |  | LFSGRYLAMN |
| KRGRLYASEH |  | YSAECEFVER |  | IHELGYNTYA |  | SRLYRTVSST |  | PGARRQPSAE |
| RLWYVSVNGK |  | GRPRRGFKTR |  | RTQKSSLFLP |  | RVLDHRDHEM |  | VRQLQSGLPR |
| PPGKGVQPRR |  | RRQKQSPDNL |  | EPSHVQASRL |  | GSQLEASAH  |  |            |

A: Аланін

C: Цистеїн

D: Аспарагінова кислота

E: Глутамінова кислота

F: Фенілаланін

G: Гліцин

H: Гістидин

I: Ізолейцин

K: Лізин

L: Лейцин

M: Метіонін

N: Аспарагін

P: Пролін

Q: Глутамін

R: Аргінін

S: Серин

T: Треонін

V: Валін

W: Триптофан

Кодований геном білок за функціями належить до факторів росту, мітогенів, білків розвитку. 
Задіяний у такому біологічному процесі, як диференціація клітин. 
Секретований назовні.